# Coenosia unpunctata
Coenosia unpunctata är en tvåvingeart som beskrevs av Xue, Yang och Feng 2000. Coenosia unpunctata ingår i släktet Coenosia och familjen husflugor.
Artens utbredningsområde är Sichuan (Kina). Inga underarter finns listade i Catalogue of Life.